# Il sindacato dei poliziotti yiddish

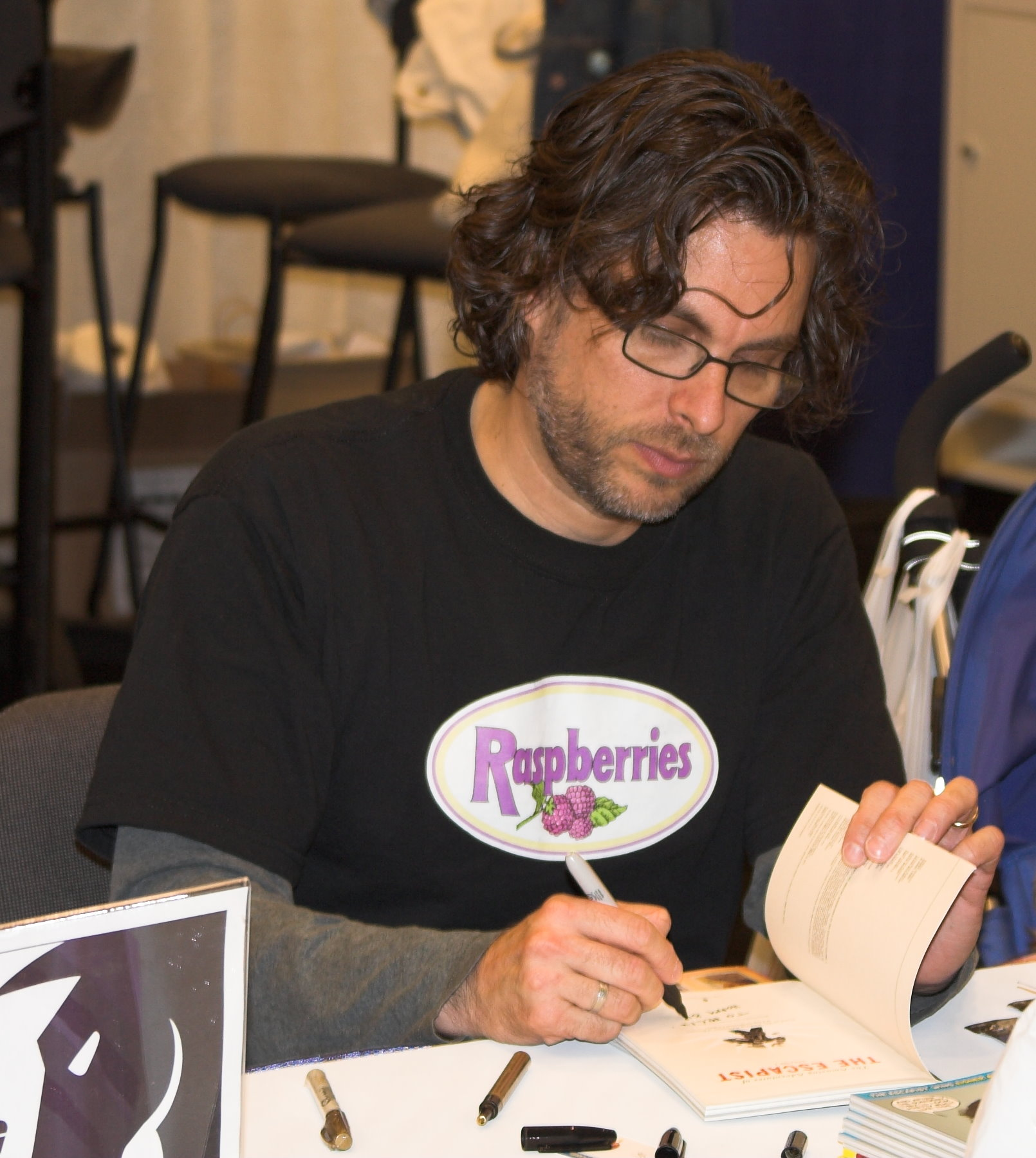
L'autore del romanzo, M. Chabon

Il sindacato dei poliziotti yiddish (The Yiddish Policemen's Union) è un romanzo del 2007 dello statunitense Michael Chabon. Ha vinto il premio Hugo 2008.
Il romanzo è una detective story appartenente al genere delle ucronie, e si basa sulla premessa che durante la seconda guerra mondiale si sia stabilito un temporaneo insediamento per i rifugiati ebrei presso Sitka (in Alaska) nel 1941, e che lo Stato di Israele sia stato distrutto nel 1948. Sitka viene descritta come una grande metropoli dove si parla lo yiddish.

## Edizioni
- Michael Chabon, Il sindacato dei poliziotti yiddish, traduzione di M. Colombo, collana Scala stranieri, Rizzoli, 2007,  p. 398.